# Jorox
Jorox es una aldea española del municipio de Alozaina, en la provincia de Málaga, Andalucía. Está situada en el valle del río homónimo, zona poblada desde el Paleolítico, según demuestran diversos restos arqueológicos encontrados en la zona. Destaca su Ermita de la Veracruz y la altiplanicie denominada La Mesa, ambos lugares de peregrinación. También es notoria la red de acequias y albercas de origen árabe que se distribuye por el valle para mover antiguos molinos.
En 2012 tenía una población de 24 habitantes

## Clima
Toda el valle de Jorox  se encuentra claramente en zona de clima mediterráneo, por lo que las características fundamentales de este tipo de clima se manifiestan en todo el territorio.
El ciclo anual comienza con un otoño templado, donde a medida que avanza la estación las precipitaciones se hacen frecuentes. Ya en diciembre, con la entrada del invierno, llegan los meses más fríos, enero y febrero, que junto con marzo, también suelen ser los más lluviosos, y por ello, donde se presentan las nevadas ocasionales. A partir de entonces, con la llegada de la primavera las temperaturas suben e igualmente se van haciendo menos frecuentes y abundantes las lluvias. El verano, prácticamente seco, alcanza su máxima expresión en los meses de julio y agosto, los más cálidos.

## Historia
Poblado desde el Paleolítico, como demuestran los restos hallados en varias de las cuevas que Flora de Jorox lo rodean, como la del Tajo de Jorox, también se han encontrado restos de hábitat en el partido de Jorox; en la Cueva del Algarrobo o de las vacas" donde se encontraron útiles de caza del periodo Solutrense del Paleolítico Superior y en la "Cueva de la Mesa" se descubrió un enterramiento y dos trompetillas de oro de la Edad de Bronce, que se encuentran en el Museo Arqueológico de Málaga.
Este idílico valle debe su esplendor al manantial que da origen al río del mismo nombre. El agua de este manantial se distribuye por una completa red de acequias y albercas de origen árabe, para ser utilizada como fuerza motriz de un total de nueve antiguos molinos, así como para el riego de los fértiles bancales que acogen ricos y frondosos huertos. Estos nueve molinos de harina que existieron junto al cauce del río de Jorox no cumplen ya su cometido, pero se ha conseguido conservar algunos de ellos en buen estado.
La principal peculiaridad de este valle es el contraste que ofrecen el cañón o garganta que sirve de cabecera al arroyo y las huertas y frutales que acompañan al curso del mismo durante su primer tramo. Desde la carretera que sirve de acceso a la pedanía, se puede observar este contraste entre las rocas calizas y los travertinos, y las zonas de regadío. Por su magnitud, impresiona el cañón que es zona de influencia de la Sierra de las Nieves. En la zona, se encuentran numerosas grutas y simas, lo que lo convierte en uno de los enclaves preferidos por los espeleólogos.
En el conjunto de la aldea destacan elementos como la Ermita de la Veracruz y la altiplanicie denominada La Mesa, lugares de peregrinación en la romería de primeros de mayo. Las cuevas, el Nacimiento y el Charco de la Caldera son los emblemas naturales de este precioso enclave de inigualable paisaje.

## Cultura
El primer fin de semana de mayo todos los habitantes de Alozaina, los  pecheros, peregrinan andando hasta la aldea para poder festejar su romería a Jorox, la romería del santísimo Cristo de la vera cruz. La romería comienza con una misa a las 12 de la mañana en el altiplano más alto de la aldea, lo que es conocido como "La Mesa", la cual se caracteriza por presentar una grandísima cruz en su altitud. En este, se cantan verdiales y se nombran a las nuevas mayordomas para la siguiente Semana Santa. 
Tras la misa la fiesta continúa en la aldea con música, baile y comida en la que todo el mundo disfruta del buen ambiente.

## Lugares de interés
- La ermita del Cristo de Jorox en la cual se encuentra el Cristo de Jorox, sirve como meta de peregrinación. En la antigüedad esta pertenecía a un monasterio.
- El nacimiento de Jorox, de aguas cristalinas, las cuales descienden por acequias para regar los campos de la aldea y sustentar a los pocos habitantes de esta para poder beber.
- La Mesa,  la cual se encuentra en la parte alta de la aldea. Desde esta se puede gozar de las favorables vistas y en ocasiones se pueden observar cabras monteses o águilas.

## Como llegar
Para llegar a Jorox hay que ir a Alozaina y desde ahí tomar la A-366 en dirección Yunquera, y a 5 km se encuentra Jorox.